# Première Division 2024-2025 (Mali)
La Première Division 2024-2025 è stata la 58ª edizione della massima divisione del campionato maliano di calcio. Il campionato è iniziato il 23 novembre 2024 ed è terminato il 15 giugno 2025. Il Djoliba era la squadra campione in carica, avendo vinto il suo ventiquattresimo titolo nazionale nell'edizione 2023-2024.
La competizione è stata vinta dallo Stade Malien, al suo ventiquattresimo campionato.

## Stagione

### Novità
Dalla stagione precedente sono state retrocesse USC Kita, ATS Koro, Cercle Olympique e Black Stars, ultime quattro classificate del campionato. In virtù della riforma che ha ridotto il campionato da 16 a 14 partecipanti, dalla Deuxième Division sono state promosse due squadre: Étoiles du Mandé e Diarra.

### Formula
Le 14 squadre partecipanti giocano un girone all'italiana con partite di andata e ritorno, per un totale di 26 giornate. Al termine della stagione, la prima classificata è campione del Mali e si qualifica per la CAF Champions League 2025-2026, mentre la seconda classificata si qualifica per la Coppa della Confederazione CAF 2025-2026. Le ultime due classificate vengono invece retrocesse in Deuxième Division.

## Squadre partecipanti
| Squadra                | Città     | Stagione precedente      |
| ---------------------- | --------- | ------------------------ |
| Afrique Football Élite | Bamako    | 6° in Première Division  |
| AS Police              | Bamako    | 12° in Première Division |
| Bakaridjan             | Barouéli  | 4° in Première Division  |
| Binga                  | Bamako    | 8° in Première Division  |
| Bougouba               | Koulikoro | 5° in Première Division  |
| Bougouni               | Bougouni  | 10° in Première Division |
| Diarra                 | Bamako    | Deuxième Division        |
| Djoliba                | Bamako    | Campione del Mali        |
| Étoiles du Mandé       | Kolokani  | Deuxième Division        |
| Korofina               | Bamako    | 7° in Première Division  |
| Onze Créateurs         | Bamako    | 11° in Première Division |
| Real Bamako            | Bamako    | 3° in Première Division  |
| Stade Malien           | Bamako    | 2° in Première Division  |
| USFAS Bamako           | Bamako    | 9° in Première Division  |

## Classifica
|                 | Pos. | Squadra                | Pt | G  | V  | N  | P  | GF | GS | DR  |
| --------------- | ---- | ---------------------- | -- | -- | -- | -- | -- | -- | -- | --- |
| Mali (bandiera) | 1.   | Stade Malien           | 58 | 26 | 17 | 7  | 2  | 46 | 12 | +34 |
|                 | 2.   | Djoliba                | 54 | 26 | 15 | 9  | 2  | 45 | 14 | +31 |
|                 | 3.   | USFAS Bamako           | 44 | 26 | 12 | 8  | 6  | 33 | 25 | +8  |
|                 | 4.   | Real Bamako            | 41 | 26 | 11 | 8  | 7  | 33 | 22 | +11 |
|                 | 5.   | Onze Créateurs         | 41 | 26 | 12 | 5  | 9  | 30 | 28 | +2  |
|                 | 6.   | Bakaridjan             | 36 | 26 | 9  | 9  | 8  | 20 | 21 | -1  |
|                 | 7.   | Bougouba               | 32 | 26 | 9  | 5  | 12 | 35 | 38 | -3  |
|                 | 8.   | Binga                  | 32 | 26 | 7  | 11 | 8  | 32 | 35 | -3  |
|                 | 9.   | Afrique Football Élite | 30 | 26 | 7  | 9  | 10 | 23 | 25 | -2  |
|                 | 10.  | AS Police              | 30 | 26 | 8  | 6  | 12 | 24 | 35 | -11 |
|                 | 11.  | Bougouni               | 27 | 26 | 7  | 6  | 13 | 13 | 30 | -17 |
|                 | 12.  | Korofina               | 25 | 26 | 6  | 7  | 13 | 16 | 30 | -14 |
|                 | 13.  | Diarra                 | 22 | 26 | 4  | 10 | 12 | 24 | 38 | -14 |
|                 | 14.  | Étoiles du Mandé       | 21 | 26 | 5  | 6  | 15 | 18 | 39 | -21 |

Legenda
      Campione del Mali e ammessa alla CAF Champions League 2025-2026.
      Ammessa alla Coppa della Confederazione CAF 2025-2026.
      Retrocessa in Deuxième Division 2025-2026.
Note:
Tre punti a vittoria, uno a pareggio, zero a sconfitta.